# Tennessee Saturday Night (Album)
Tennessee Saturday Night ist das 22. Studioalbum des österreichischen Schlagersängers Freddy Quinn, das 1970 im Musiklabel Polydor (Nummer 2371 027) erschien. Es konnte sich nicht in den deutschen Albumcharts platzieren. Singleauskopplungen wurden keine produziert.

## Titelliste
Das Album beinhaltet folgende zwölf Titel:
- Seite 1

1. Tennessee Saturday Night (im Original von Red Foley & The Cumberland Valley Boys, 1948[3])
2. Your Cheating Heart (im Original als Your Cheatin’ Heart von Hank Williams & The Drifting Cowboys, 1953[4])
3. Mountain Dew (im Original als The Real Old Mountain Dew von Dave Braham und Edward Harrigan, 1882[5])
4. He’ll Have To Go (im Original von Billy Brown, 1959[6])
5. Columbus Stockade Blues (im Original von Darby & Tarlton, 1928[7])
6. High Noon (im Original von Tex Ritter, 1952[8])

- Seite 2

1. Jambalaya (im Original als Jambalaya (On The Bayou) von Hank Williams & The Drifting Cowboys, 1952[9])
2. You’ll Cry Tomorrow (im Original von Shep Grant, 1965[10])
3. You Are My Sunshine (im Original von The Pine Ridge Boys, 1939[11])
4. Remember Me (I’m The One Who Loves You) (im Original als (Remember Me) I’m The One Who Loves You von Stuart Hamblen, 1950[12])
5. Hand Me Down My Walking Cane (geschrieben von James A. Bland, 1880[13])
6. Let’s Say Goodbye Like We Said Hello (im Original von Ernest Tubb, 1948[14])